# Tteok
I tteok (떡?, tteokLR, ttŏkMR) sono gnocchi di riso tipici della cucina coreana, fatti di farina di vari cereali, inclusi riso glutinoso o non glutinoso. La farina viene cotta al vapore e in seguito può essere pestata, sagomata o fritta per fare i tteok. In alcuni casi, la farina si ricava riducendo in polvere il bap.
I tteok non sono apprezzati solo come dessert o prelibatezze stagionali, ma anche come pasto vero e proprio. Possono spaziare da versioni elaborate di vari colori, profumi e forme preparate con noci, frutta, fiori ed erbe commestibili, a semplici tteok bianchi usati nella cucina casalinga. Ingredienti comuni per molte varietà di tteok sono fagioli azuki, semi di soia, fagioli mungo, artemisia, zucca, castagne, pinoli, giuggiole, frutta secca, olio e semi di sesamo, miele.
I tteok vengono tradizionalmente condivisi: quelli offerti agli spiriti prendono il nome di boktteok (tteok di buona fortuna) e vengono distribuiti a parenti e vicini di casa. Sono anche uno dei cibi celebrativi che si ritrovano sulle tavole di banchetti, riti e vari eventi festivi. La tteokguk (zuppa di tteok) viene consumata durante il capodanno e i songpyeon per la festa del raccolto.

## Utensili per preparare itteok

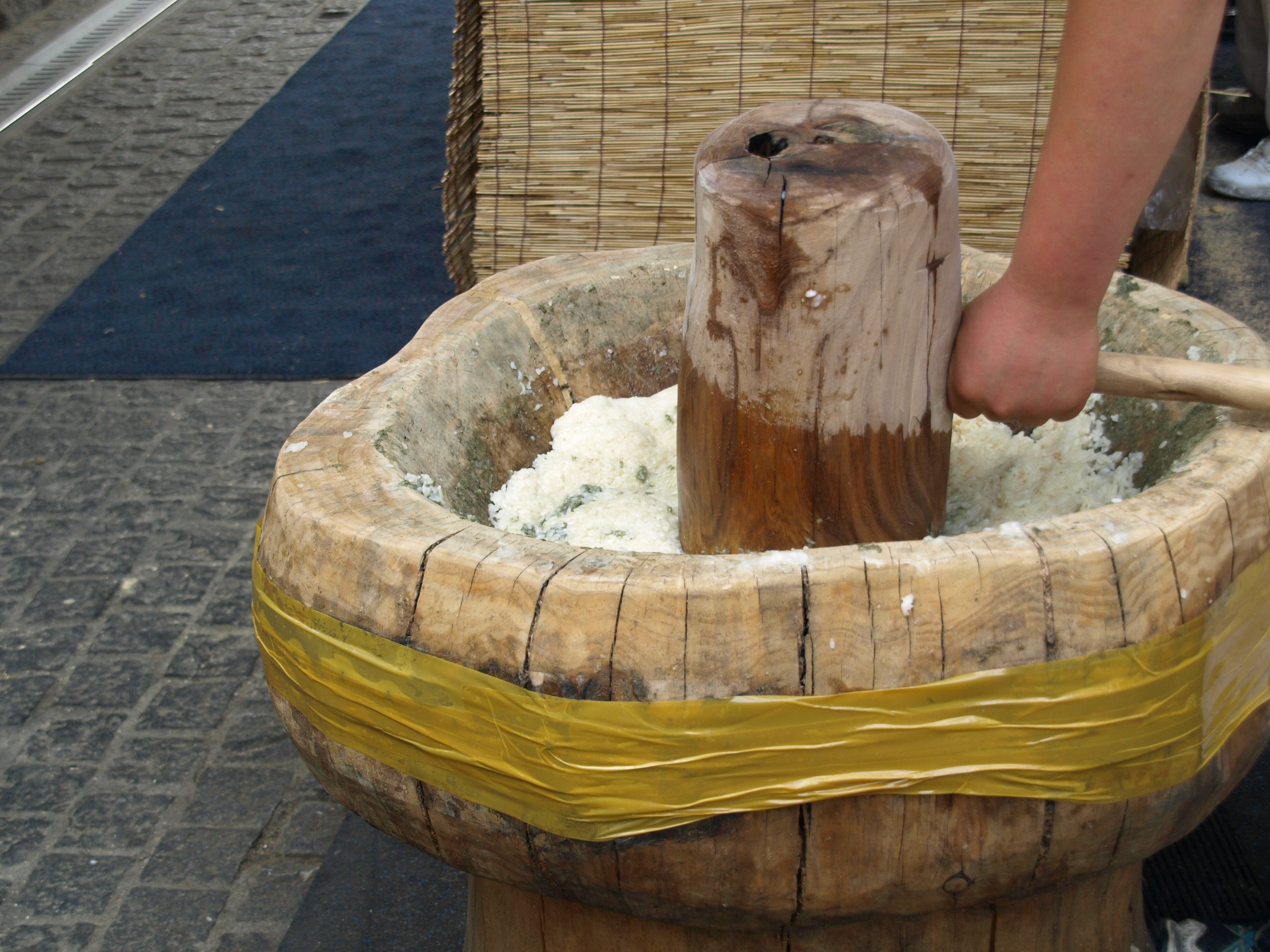
Trituramento del riso per ottenere la farina per i tteok.

Gli utensili necessari per preparare il tteok in modo tradizionale sono:
- Ki (키?), cestino di vimini
- Inambak (이남박?), ciotola per lavare il riso
- Bagaji (바가지?), mestolo di forma simile ad una zucca allungata
- Ongbaegi (옹배기?) e jabaegi (자배기?), grandi ciotole rotonde di ceramica
- Che (체?) e chetdari (쳇다리?), setaccio e relativo sostegno a forma di Y
- Maetdol (맷돌?), pietra per macinare
- Jeolgu (절구?) e jeolgutgongi (절굿공이?), mortaio e pestello
- Anban (안반?) e tteokme (떡메?), tavola di legno per il trituramento e mazzuolo
- Siru (시루?) e sirumit (시루밑?), vaporiera di terracotta e tappetino posto a coprirne il fondo
- Sot (솥?) e geonggeure (겅그레?), calderone e griglia per la cottura a vapore
- Beoncheol (번철?), padella spessa per friggere
- Chaeban (채반?), vassoio di vimini
- Tteoksal (떡살?), timbro di legno per decorare la superficie dei tteok

## Tipi
I tteok sono in gran parte suddivisi in quattro categorie: "tteok al vapore" (찌는 떡?, Jjineun tteokLR), "tteok pestati" (치는 떡?, Chineun tteokLR), "tteok sagomati" (삶는 떡?, Salmneun tteokLR) e "tteok fritti in padella" (지지는 떡?, Jijineun tteokLR).

### Tteokal vapore

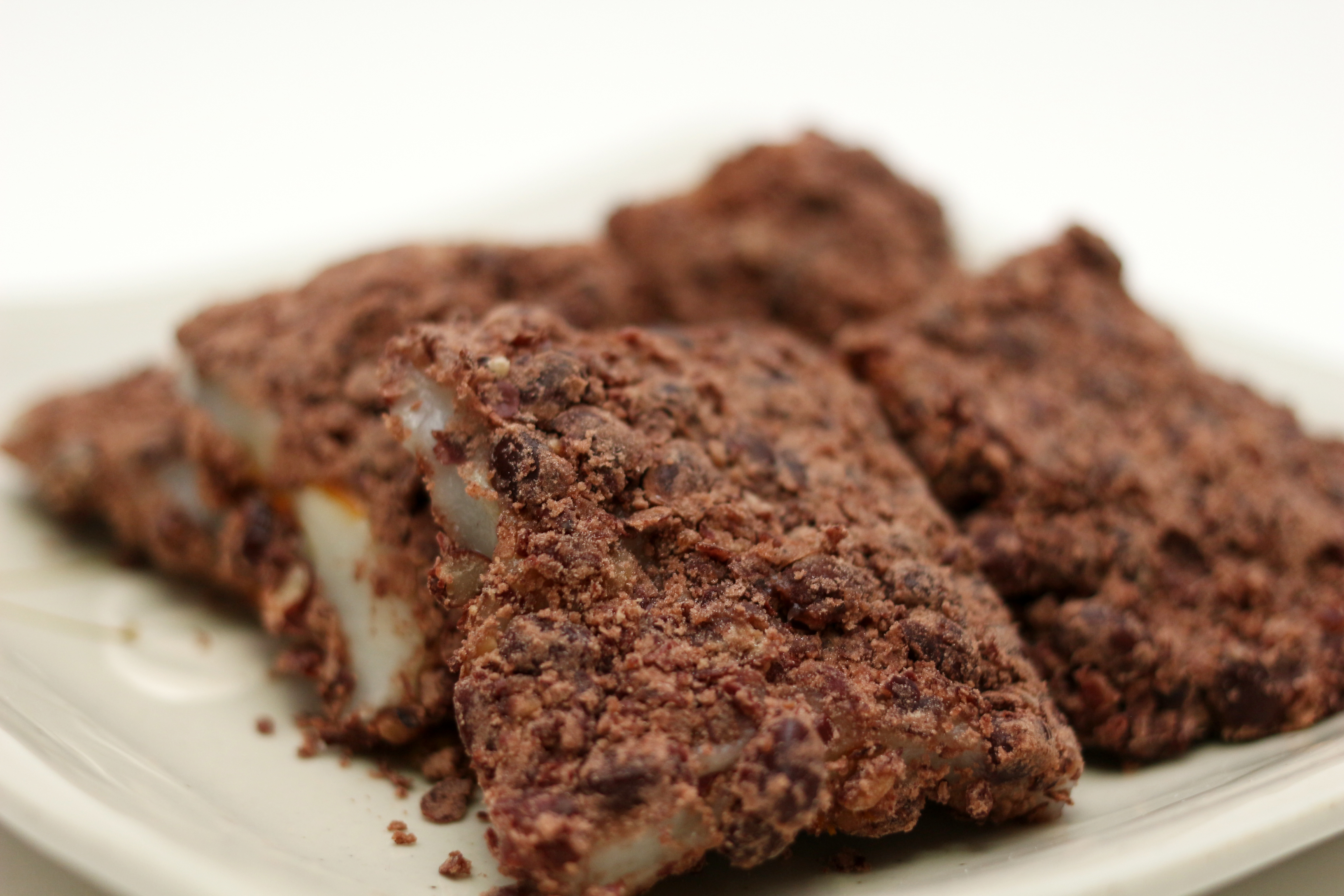
Pat sirutteok, tteok al vapore guarnito con fagioli azuki.

Gli ingredienti principali per i tteok al vapore sono il riso (맵쌀?, maepssalLR) o il riso glutinoso (찹쌀?, chapssalLR), a volte mescolati tra loro, a volte mischiati ad altri cereali, fagioli azuki, fagioli mungo, semi di sesamo, farina di frumento o amido. Frutta e frutta secca (cachi, pesche, albicocche, castagne, noci e pinoli) rientrano tra gli ingredienti secondari insieme alle erbe commestibili. Gli aromi più comuni sono foglie di danggwi, funghi seogi, ravanelli, artemisia, peperoncino e liquore cheongju; miele e zucchero vengono impiegati come edulcoranti.
Per preparare i tteok al vapore, il riso viene lasciato a mollo nell'acqua, in seguito frantumato, e la farina così ottenuta viene cotta in una vaporiera di terracotta (siru), perciò sono spesso chiamati sirutteok (시루떡?). In base al metodo di cottura, i tteok si differenziano in seolgitteok (설기떡?) o muritteok (무리떡?), cioè cotti in un unico panetto, e in kyeotteok (켜떡?), dove invece la farina di riso viene disposta a strati alternandola con polvere di fagioli. I seolgitteok sono considerati il tipo base e più antico di tteok.
Tra le varietà di sirutteok rientrano le seguenti:
- Baekseolgi (백설기?): letteralmente "neve bianca" per il loro colore. Vengono guarniti con l'uvetta. Tradizionalmente venivano preparati per festeggiare il centesimo giorno di vita di un bambino.
- Kongtteok (콩떡?): sono preparati con vari tipi di fagioli.
- Jeungpyeon (증편?) o sultteok (술떡?): alla farina viene mischiato il makgeolli, il vino di riso non filtrato, che, fermentando, fa lievitare l'impasto.
- Mujigae tteok (무지개떡?): letteralmente "tteok arcobaleno" per le loro righe colorate. Vengono consumati durante feste speciali quali il primo compleanno di un bambino, il sessantesimo compleanno e i matrimoni.
- Duteop tteok (두텁떡?): erano consumati dalla corte reale e sono caratterizzati dalla struttura a tre strati. L'esterno è fatto di polvere di fagioli bianchi rigati di nero, lo strato centrale è di riso dolce, mentre frutta e frutta secca ne costituiscono il ripieno.
- Ssuktteok (쑥떡?): sono di colore verde scuro, dato dall'uso di artemisia nella preparazione[4].
- Gaksaekpyeon (각색편?): sono mattonelle bianche o marroni, decorate in superficie con ingredienti disposti a formare elementi naturali[5].

### Tteokpestati

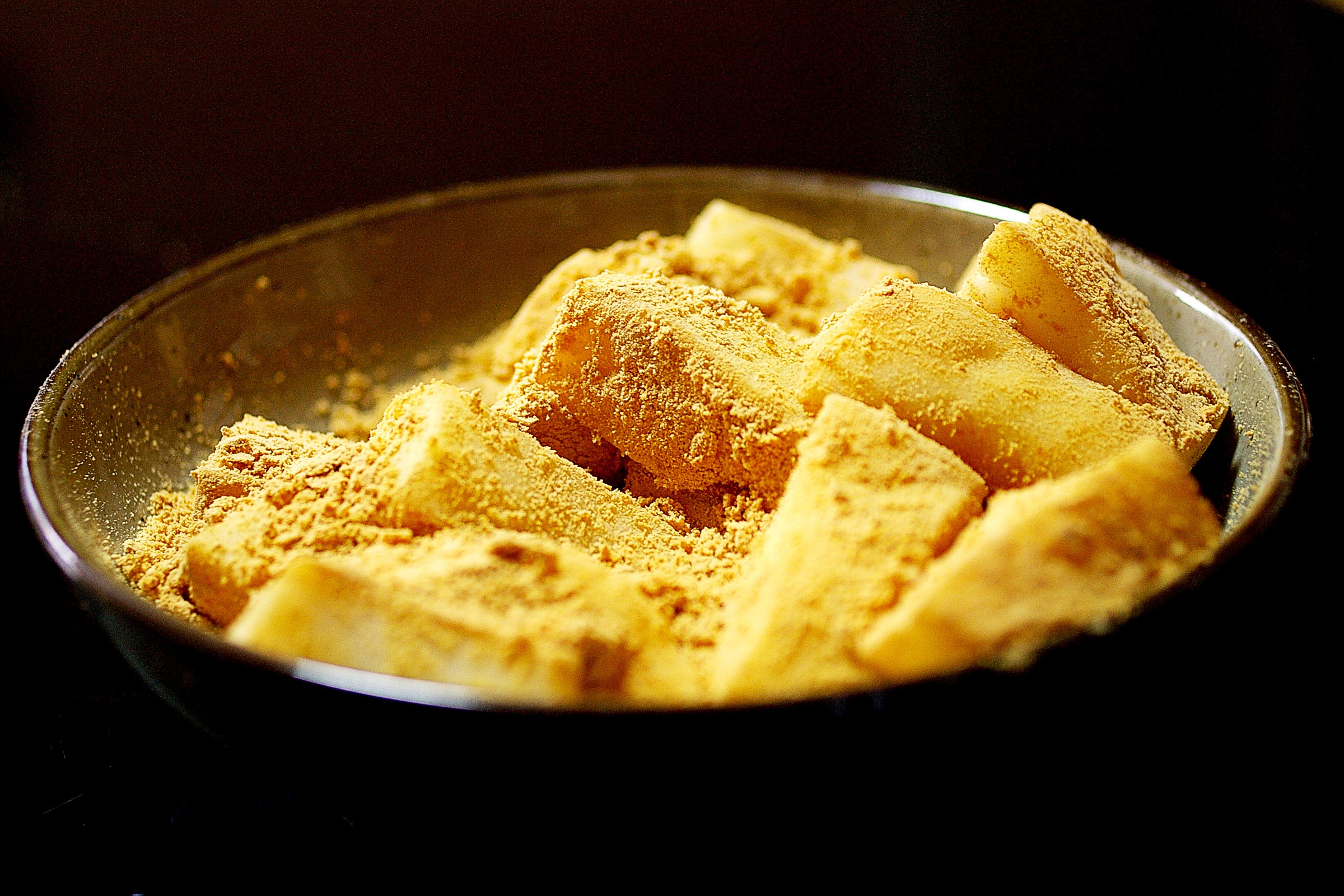
Injeolmi.

Nella preparazione tradizionale, il riso viene polverizzato e cotto a vapore, poi pressato con mortaio e pestello, oppure con un mazzuolo su una tavola di legno. I tteok pestati si dividono in "glutinosi" (찹쌀도병?, chapssal dobyeongLR) e "non glutinosi" (맵쌀도병?, mapssal dobyeongLR) in base al tipo di riso.
Tra le varietà di tteok pestati rientrano le seguenti:
- Injeolmi (인절미?): ne esistono tipi diversi in base agli ingredienti che vengono mischiati al riso o con i quali i tteok sono guarniti. Per esempio, i patinjeolmi (팥인절미?) sono coperti di polvere di fagioli azuki, mentre i kkaeinjeolmi (깨인절미?) di semi di sesamo.
- Garaetteok (가래떡?) o huintteok (흰떡?): sono lunghi tteok bianchi a forma di cilindro. Affettati diagonalmente vengono impiegati nella zuppa di tteok[6], mentre tagliati corti per cucinare i tteokbokki.
- Jeolpyeon (절편?): sulla superficie viene impresso un disegno con un timbro.
- Danja (단자?): hanno forma di palla e sono coperti di pasta di fagioli.
- Omegi tteok (오메기떡?): i tteok tradizionali dell'isola di Jeju, sono di colore verde e ricoperti di fagioli rossi.

### Tteoksagomati

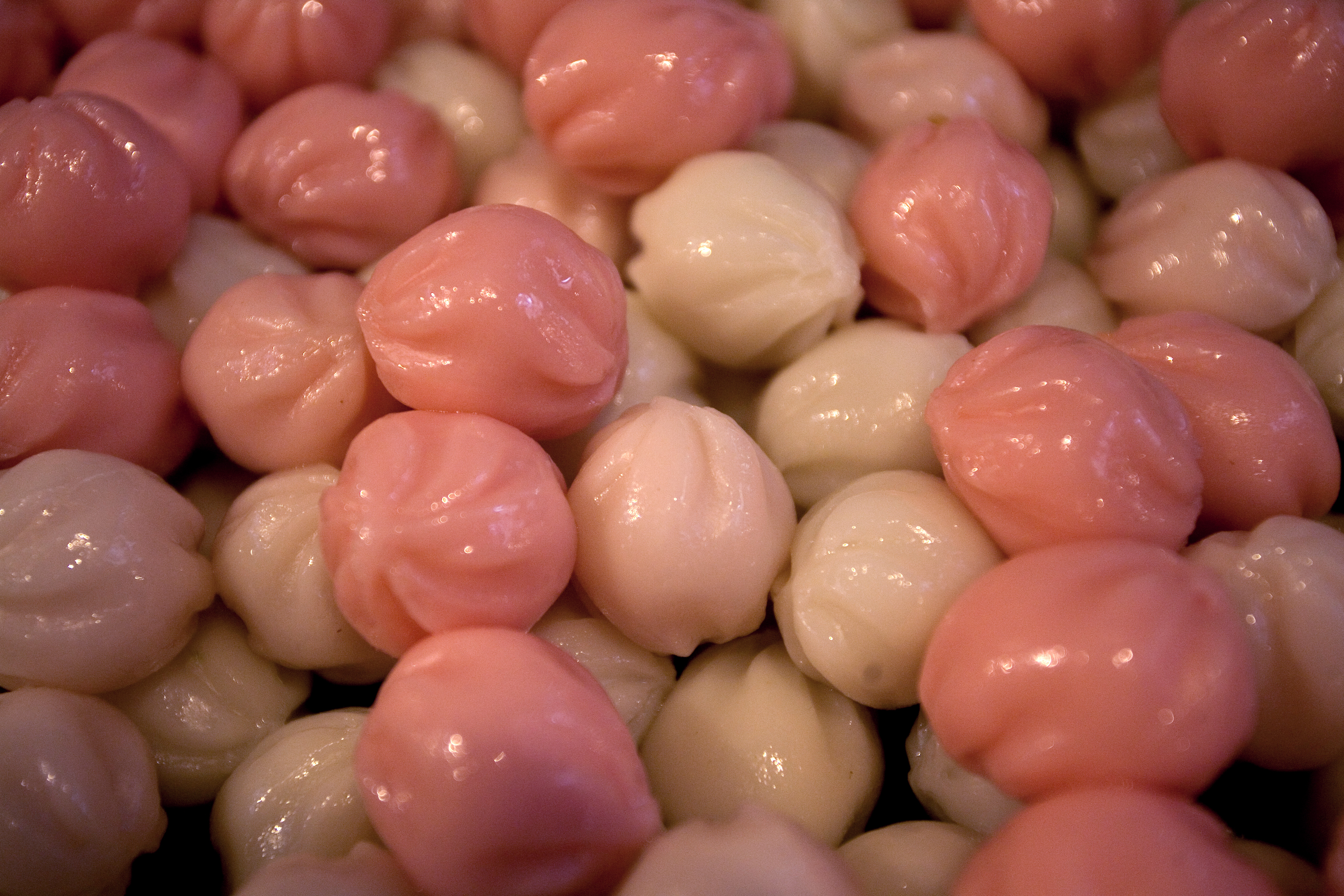
Kkultteok.

I tteok sagomati (di solito a forma di palla) vengono preparati impastando acqua calda e farina di riso.
- Kkultteok (꿀떡?): letteralmente significa "tteok con il miele", ma il dolce viene riempito di sciroppo.
- Songpyeon (송편?): tteok consumati durante il Chuseok.
- Gochitteok (고치떡?): hanno tre colori diversi grazie all'aggiunta, nell'impasto, di fragole, artemisia o semi di gardenia in polvere.
- Ssamtteok (쌈떡?): sono tteok utilizzati per avvolgere altro cibo.
- Dalgal tteok (닭알떡?): hanno forma di uovo, dal quale prendono il nome.
- Gyeongdan (경단?): sono ripieni di pasta di fagioli rossi o di sesamo, poi coperti di polvere di sesamo nero.
- Bupyeon (부편?): tipici della provincia di Gyeongsang, sono palline di farina di riso glutinoso con un ripieno dolce, coperte di fagioli in polvere.

### Tteokfritti in padella

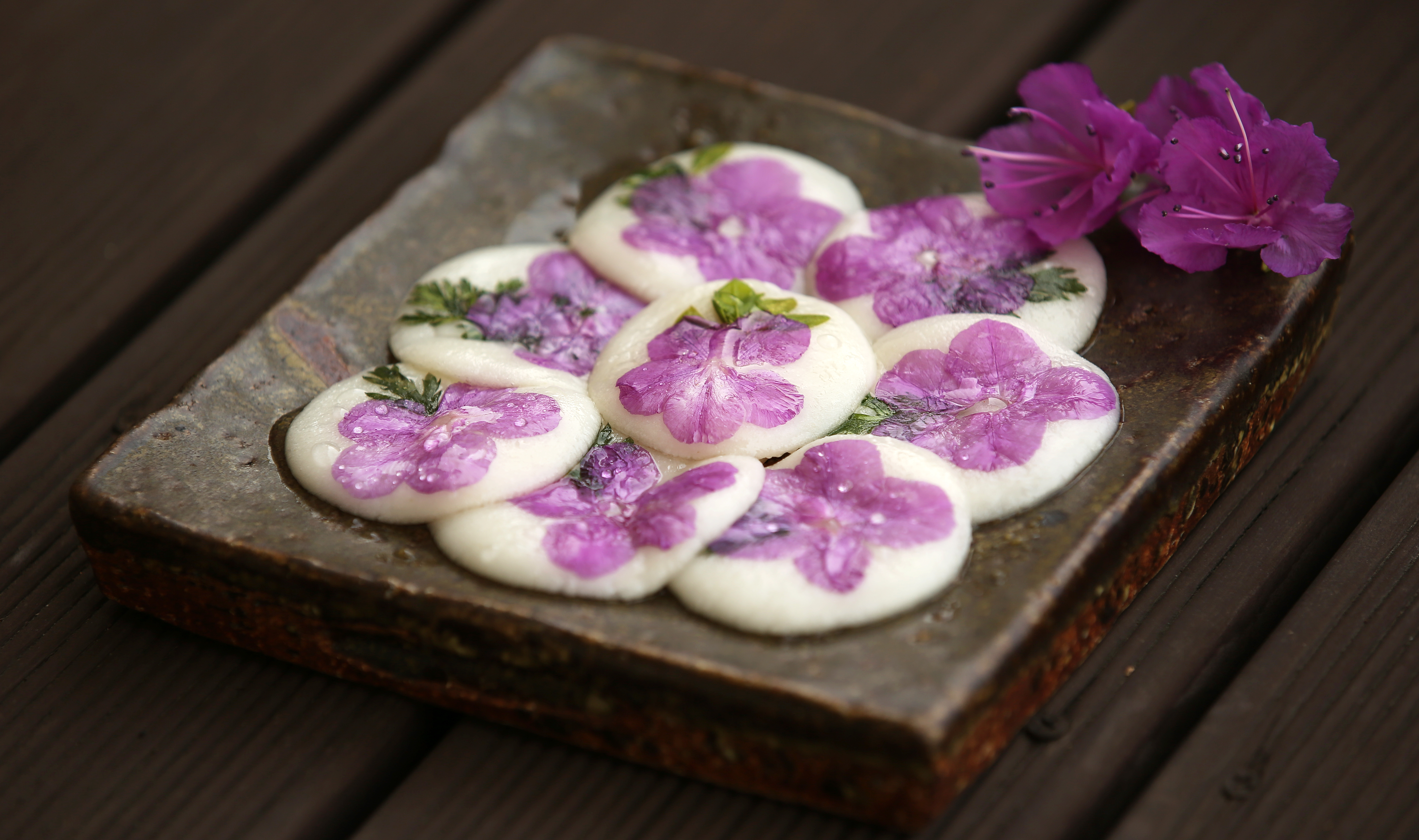
Jindallae hwajeon.

La pasta di riso viene stesa come un pancake e cotta in padella con dell'olio vegetale.
- Hwajeon (화전?): sono fatti con farina di riso glutinoso e guarniti con fiori di azalea, crisantemo o rosa.
- Bukkumi (부꾸미?): sono piegati a forma di mezzaluna e hanno ripieni differenti[7].
- Juak (주악?): sono preparati con farina di riso glutinoso e riempiti di funghi, giuggiole e castagne. Sono colorati e coperti di zucchero o miele[8].